# کالوین کتار
کالوین کتار (انگلیسی: Calvin Kattar؛ زادهٔ ۲۶ مارس ۱۹۸۸) ورزشکار هنرهای رزمی ترکیبی اهل ایالات متحده آمریکا است. وی از سال ۲۰۰۷ میلادی تاکنون مشغول فعالیت بوده‌است.